# Campeonato Mundial de Patinação Artística no Gelo
O Campeonato Mundial de Patinação Artística no Gelo é uma competição anual de patinação artística no gelo organizada pela União Internacional de Patinação (em inglês:  International Skating Union), onde os principais patinadores artísticos no gelo competem pelo título de campeões mundiais. O evento é considerado o de maior prestígio dentre os campeonatos realizados pela ISU (os outros três eventos chamados "Campeonatos ISU" são o Campeonato Europeu, Campeonato dos Quatro Continentes, e Campeonato Mundial Júnior). Com exceção do título Olímpico que é considerado o mais importante na patinação artística no gelo. Os patinadores competem nas seguintes categorias, individual masculina, individual feminina, duplas e dança no gelo.

## Edições
| Ano          | Edição                                                   | Cidade sede                                              | País                                                     | M                                                        | F                                                        | P                                                        | D                                                        |
| ------------ | -------------------------------------------------------- | -------------------------------------------------------- | -------------------------------------------------------- | -------------------------------------------------------- | -------------------------------------------------------- | -------------------------------------------------------- | -------------------------------------------------------- |
| 1896         | 1.ª                                                      | São Petersburgo                                          | Rússia                                                   | •                                                        | –                                                        | –                                                        | –                                                        |
| 1897         | 2.ª                                                      | Estocolmo                                                | Suécia                                                   | •                                                        | –                                                        | –                                                        | –                                                        |
| 1898         | 3.ª                                                      | Londres                                                  | Reino Unido                                              | •                                                        | –                                                        | –                                                        | –                                                        |
| 1899         | 4.ª                                                      | Davos                                                    | Suíça                                                    | •                                                        | –                                                        | –                                                        | –                                                        |
| 1900         | 5.ª                                                      | Davos                                                    | Suíça                                                    | •                                                        | –                                                        | –                                                        | –                                                        |
| 1901         | 6.ª                                                      | Estocolmo                                                | Suécia                                                   | •                                                        | –                                                        | –                                                        | –                                                        |
| 1902         | 7.ª                                                      | Londres                                                  | Reino Unido                                              | •                                                        | –                                                        | –                                                        | –                                                        |
| 1903         | 8.ª                                                      | São Petersburgo                                          | Rússia                                                   | •                                                        | –                                                        | –                                                        | –                                                        |
| 1904         | 9.ª                                                      | Berlim                                                   | Alemanha                                                 | •                                                        | –                                                        | –                                                        | –                                                        |
| 1905         | 10.ª                                                     | Estocolmo                                                | Suécia                                                   | •                                                        | –                                                        | –                                                        | –                                                        |
| 1906         | 11.ª                                                     | Munique                                                  | Alemanha                                                 | •                                                        | –                                                        | –                                                        | –                                                        |
| 1906         | 11.ª                                                     | Davos                                                    | Suíça                                                    | –                                                        | •                                                        | –                                                        | –                                                        |
| 1907         | 12.ª                                                     | Viena                                                    | Áustria-Hungria                                          | •                                                        | •                                                        | –                                                        | –                                                        |
| 1908         | 13.ª                                                     | Opava                                                    | Áustria-Hungria                                          | •                                                        | •                                                        | –                                                        | –                                                        |
| 1908         | 13.ª                                                     | São Petersburgo                                          | Rússia                                                   | –                                                        | –                                                        | •                                                        | –                                                        |
| 1909         | 14.ª                                                     | Estocolmo                                                | Suécia                                                   | •                                                        | –                                                        | •                                                        | –                                                        |
| 1909         | 14.ª                                                     | Budapeste                                                | Áustria-Hungria                                          | –                                                        | •                                                        | –                                                        | –                                                        |
| 1910         | 15.ª                                                     | Davos                                                    | Suíça                                                    | •                                                        | –                                                        | –                                                        | –                                                        |
| 1910         | 15.ª                                                     | Berlim                                                   | Alemanha                                                 | –                                                        | •                                                        | •                                                        | –                                                        |
| 1911         | 16.ª                                                     | Berlim                                                   | Alemanha                                                 | •                                                        | –                                                        | –                                                        | –                                                        |
| 1911         | 16.ª                                                     | Viena                                                    | Áustria-Hungria                                          | –                                                        | •                                                        | •                                                        | –                                                        |
| 1912         | 17.ª                                                     | Manchester                                               | Reino Unido                                              | •                                                        | –                                                        | •                                                        | –                                                        |
| 1912         | 17.ª                                                     | Davos                                                    | Suíça                                                    | –                                                        | •                                                        | –                                                        | –                                                        |
| 1913         | 18.ª                                                     | Viena                                                    | Áustria-Hungria                                          | •                                                        | –                                                        | –                                                        | –                                                        |
| 1913         | 18.ª                                                     | Estocolmo                                                | Suécia                                                   | –                                                        | •                                                        | •                                                        | –                                                        |
| 1914         | 19.ª                                                     | Helsinque                                                | Finlândia                                                | •                                                        | –                                                        | –                                                        | –                                                        |
| 1914         | 19.ª                                                     | St. Moritz                                               | Suíça                                                    | –                                                        | •                                                        | •                                                        | –                                                        |
| 1915– 1921   | Não foi disputado devido a Primeira Guerra Mundial       | Não foi disputado devido a Primeira Guerra Mundial       | Não foi disputado devido a Primeira Guerra Mundial       | Não foi disputado devido a Primeira Guerra Mundial       | Não foi disputado devido a Primeira Guerra Mundial       | Não foi disputado devido a Primeira Guerra Mundial       | Não foi disputado devido a Primeira Guerra Mundial       |
| 1922         | 20.ª                                                     | Estocolmo                                                | Suécia                                                   | •                                                        | •                                                        | –                                                        | –                                                        |
| 1922         | 20.ª                                                     | Davos                                                    | Suíça                                                    | –                                                        | –                                                        | •                                                        | –                                                        |
| 1923         | 21.ª                                                     | Viena                                                    | Áustria                                                  | •                                                        | •                                                        | –                                                        | –                                                        |
| 1923         | 21.ª                                                     | Kristiania                                               | Noruega                                                  | –                                                        | –                                                        | •                                                        | –                                                        |
| 1924         | 22.ª                                                     | Manchester                                               | Reino Unido                                              | •                                                        | –                                                        | •                                                        | –                                                        |
| 1924         | 22.ª                                                     | Kristiania                                               | Noruega                                                  | –                                                        | •                                                        | –                                                        | –                                                        |
| 1925         | 23.ª                                                     | Viena                                                    | Áustria                                                  | •                                                        | –                                                        | •                                                        | –                                                        |
| 1925         | 23.ª                                                     | Davos                                                    | Suíça                                                    | –                                                        | •                                                        | –                                                        | –                                                        |
| 1926         | 24.ª                                                     | Berlim                                                   | Alemanha                                                 | •                                                        | –                                                        | •                                                        | –                                                        |
| 1926         | 24.ª                                                     | Estocolmo                                                | Suécia                                                   | –                                                        | •                                                        | –                                                        | –                                                        |
| 1927         | 25.ª                                                     | Davos                                                    | Suíça                                                    | •                                                        | –                                                        | –                                                        | –                                                        |
| 1927         | 25.ª                                                     | Oslo                                                     | Noruega                                                  | –                                                        | •                                                        | –                                                        | –                                                        |
| 1927         | 25.ª                                                     | Viena                                                    | Áustria                                                  | –                                                        | –                                                        | •                                                        | –                                                        |
| 1928         | 26.ª                                                     | Berlim                                                   | Alemanha                                                 | •                                                        | –                                                        | –                                                        | –                                                        |
| 1928         | 26.ª                                                     | Londres                                                  | Reino Unido                                              | –                                                        | •                                                        | •                                                        | –                                                        |
| 1929         | 27.ª                                                     | Londres                                                  | Reino Unido                                              | •                                                        | –                                                        | –                                                        | –                                                        |
| 1929         | 27.ª                                                     | Budapeste                                                | Hungria                                                  | –                                                        | •                                                        | •                                                        | –                                                        |
| 1930         | 28.ª                                                     | Nova Iorque                                              | Estados Unidos                                           | •                                                        | •                                                        | •                                                        | –                                                        |
| 1931         | 29.ª                                                     | Berlim                                                   | Alemanha                                                 | •                                                        | •                                                        | •                                                        | –                                                        |
| 1932         | 30.ª                                                     | Montreal                                                 | Canadá                                                   | •                                                        | •                                                        | •                                                        | –                                                        |
| 1933         | 31.ª                                                     | Zurique                                                  | Suíça                                                    | •                                                        | –                                                        | –                                                        | –                                                        |
| 1933         | 31.ª                                                     | Estocolmo                                                | Suécia                                                   | –                                                        | •                                                        | •                                                        | –                                                        |
| 1934         | 32.ª                                                     | Estocolmo                                                | Suécia                                                   | •                                                        | –                                                        | –                                                        | –                                                        |
| 1934         | 32.ª                                                     | Oslo                                                     | Noruega                                                  | –                                                        | •                                                        | –                                                        | –                                                        |
| 1934         | 32.ª                                                     | Helsinque                                                | Finlândia                                                | –                                                        | –                                                        | •                                                        | –                                                        |
| 1935         | 33.ª                                                     | Budapeste                                                | Hungria                                                  | •                                                        | –                                                        | •                                                        | –                                                        |
| 1935         | 33.ª                                                     | Viena                                                    | Áustria                                                  | –                                                        | •                                                        | –                                                        | –                                                        |
| 1936         | 34.ª                                                     | Paris                                                    | França                                                   | •                                                        | •                                                        | •                                                        | –                                                        |
| 1937         | 35.ª                                                     | Viena                                                    | Áustria                                                  | •                                                        | –                                                        | –                                                        | –                                                        |
| 1937         | 35.ª                                                     | Londres                                                  | Reino Unido                                              | –                                                        | •                                                        | •                                                        | –                                                        |
| 1938         | 36.ª                                                     | Berlim                                                   | Alemanha                                                 | •                                                        | –                                                        | •                                                        | –                                                        |
| 1938         | 36.ª                                                     | Estocolmo                                                | Suécia                                                   | –                                                        | •                                                        | –                                                        | –                                                        |
| 1939         | 37.ª                                                     | Budapeste                                                | Hungria                                                  | •                                                        | –                                                        | •                                                        | –                                                        |
| 1939         | 37.ª                                                     | Praga                                                    | Tchecoslováquia                                          | –                                                        | •                                                        | –                                                        | –                                                        |
| 1940– 1946   | Não foi disputado devido a Segunda Guerra Mundial        | Não foi disputado devido a Segunda Guerra Mundial        | Não foi disputado devido a Segunda Guerra Mundial        | Não foi disputado devido a Segunda Guerra Mundial        | Não foi disputado devido a Segunda Guerra Mundial        | Não foi disputado devido a Segunda Guerra Mundial        | Não foi disputado devido a Segunda Guerra Mundial        |
| 1947         | 38.ª                                                     | Estocolmo                                                | Suécia                                                   | •                                                        | •                                                        | •                                                        | –                                                        |
| 1948         | 39.ª                                                     | Davos                                                    | Suíça                                                    | •                                                        | •                                                        | •                                                        | –                                                        |
| 1949         | 40.ª                                                     | Paris                                                    | França                                                   | •                                                        | •                                                        | •                                                        | –                                                        |
| 1950         | 41.ª                                                     | Londres                                                  | Reino Unido                                              | •                                                        | •                                                        | •                                                        | –                                                        |
| 1951         | 42.ª                                                     | Milão                                                    | Itália                                                   | •                                                        | •                                                        | •                                                        | –                                                        |
| 1952         | 43.ª                                                     | Paris                                                    | França                                                   | •                                                        | •                                                        | •                                                        | •                                                        |
| 1953         | 44.ª                                                     | Davos                                                    | Suíça                                                    | •                                                        | •                                                        | •                                                        | •                                                        |
| 1954         | 45.ª                                                     | Oslo                                                     | Noruega                                                  | •                                                        | •                                                        | •                                                        | •                                                        |
| 1955         | 46.ª                                                     | Viena                                                    | Áustria                                                  | •                                                        | •                                                        | •                                                        | •                                                        |
| 1956         | 47.ª                                                     | Garmisch-Partenkirchen                                   | Alemanha Ocidental                                       | •                                                        | •                                                        | •                                                        | •                                                        |
| 1957         | 48.ª                                                     | Colorado Springs                                         | Estados Unidos                                           | •                                                        | •                                                        | •                                                        | •                                                        |
| 1958         | 49.ª                                                     | Paris                                                    | França                                                   | •                                                        | •                                                        | •                                                        | •                                                        |
| 1959         | 50.ª                                                     | Colorado Springs                                         | Estados Unidos                                           | •                                                        | •                                                        | •                                                        | •                                                        |
| 1960         | 51.ª                                                     | Vancouver                                                | Canadá                                                   | •                                                        | •                                                        | •                                                        | •                                                        |
| 1961         | Evento cancelado devido ao acidente com o voo Sabena 548 | Evento cancelado devido ao acidente com o voo Sabena 548 | Evento cancelado devido ao acidente com o voo Sabena 548 | Evento cancelado devido ao acidente com o voo Sabena 548 | Evento cancelado devido ao acidente com o voo Sabena 548 | Evento cancelado devido ao acidente com o voo Sabena 548 | Evento cancelado devido ao acidente com o voo Sabena 548 |
| 1962         | 52.ª                                                     | Praga                                                    | Tchecoslováquia                                          | •                                                        | •                                                        | •                                                        | •                                                        |
| 1963         | 53.ª                                                     | Cortina d'Ampezzo                                        | Itália                                                   | •                                                        | •                                                        | •                                                        | •                                                        |
| 1964         | 54.ª                                                     | Dortmund                                                 | Alemanha Ocidental                                       | •                                                        | •                                                        | •                                                        | •                                                        |
| 1965         | 55.ª                                                     | Colorado Springs                                         | Estados Unidos                                           | •                                                        | •                                                        | •                                                        | •                                                        |
| 1966         | 56.ª                                                     | Davos                                                    | Suíça                                                    | •                                                        | •                                                        | •                                                        | •                                                        |
| 1967         | 57.ª                                                     | Viena                                                    | Áustria                                                  | •                                                        | •                                                        | •                                                        | •                                                        |
| 1968         | 58.ª                                                     | Genebra                                                  | Suíça                                                    | •                                                        | •                                                        | •                                                        | •                                                        |
| 1969         | 59.ª                                                     | Colorado Springs                                         | Estados Unidos                                           | •                                                        | •                                                        | •                                                        | •                                                        |
| 1970         | 60.ª                                                     | Liubliana                                                | Iugoslávia                                               | •                                                        | •                                                        | •                                                        | •                                                        |
| 1971         | 61.ª                                                     | Lyon                                                     | França                                                   | •                                                        | •                                                        | •                                                        | •                                                        |
| 1972         | 62.ª                                                     | Calgary                                                  | Canadá                                                   | •                                                        | •                                                        | •                                                        | •                                                        |
| 1973         | 63.ª                                                     | Bratislava                                               | Tchecoslováquia                                          | •                                                        | •                                                        | •                                                        | •                                                        |
| 1974         | 64.ª                                                     | Munique                                                  | Alemanha Ocidental                                       | •                                                        | •                                                        | •                                                        | •                                                        |
| 1975         | 65.ª                                                     | Colorado Springs                                         | Estados Unidos                                           | •                                                        | •                                                        | •                                                        | •                                                        |
| 1976         | 66.ª                                                     | Gotemburgo                                               | Suécia                                                   | •                                                        | •                                                        | •                                                        | •                                                        |
| 1977         | 67.ª                                                     | Tóquio                                                   | Japão                                                    | •                                                        | •                                                        | •                                                        | •                                                        |
| 1978         | 68.ª                                                     | Ottawa                                                   | Canadá                                                   | •                                                        | •                                                        | •                                                        | •                                                        |
| 1979         | 69.ª                                                     | Viena                                                    | Áustria                                                  | •                                                        | •                                                        | •                                                        | •                                                        |
| 1980         | 70.ª                                                     | Dortmund                                                 | Alemanha Ocidental                                       | •                                                        | •                                                        | •                                                        | •                                                        |
| 1981         | 71.ª                                                     | Hartford                                                 | Estados Unidos                                           | •                                                        | •                                                        | •                                                        | •                                                        |
| 1982         | 72.ª                                                     | Copenhague                                               | Dinamarca                                                | •                                                        | •                                                        | •                                                        | •                                                        |
| 1983         | 73.ª                                                     | Helsinque                                                | Finlândia                                                | •                                                        | •                                                        | •                                                        | •                                                        |
| 1984         | 74.ª                                                     | Ottawa                                                   | Canadá                                                   | •                                                        | •                                                        | •                                                        | •                                                        |
| 1985         | 75.ª                                                     | Tóquio                                                   | Japão                                                    | •                                                        | •                                                        | •                                                        | •                                                        |
| 1986         | 76.ª                                                     | Genebra                                                  | Suíça                                                    | •                                                        | •                                                        | •                                                        | •                                                        |
| 1987         | 77.ª                                                     | Cincinnati                                               | Estados Unidos                                           | •                                                        | •                                                        | •                                                        | •                                                        |
| 1988         | 78.ª                                                     | Budapeste                                                | Hungria                                                  | •                                                        | •                                                        | •                                                        | •                                                        |
| 1989         | 79.ª                                                     | Paris                                                    | França                                                   | •                                                        | •                                                        | •                                                        | •                                                        |
| 1990         | 80.ª                                                     | Halifax                                                  | Canadá                                                   | •                                                        | •                                                        | •                                                        | •                                                        |
| 1991         | 81.ª                                                     | Munique                                                  | Alemanha                                                 | •                                                        | •                                                        | •                                                        | •                                                        |
| 1992         | 82.ª                                                     | Oakland                                                  | Estados Unidos                                           | •                                                        | •                                                        | •                                                        | •                                                        |
| 1993         | 83.ª                                                     | Praga                                                    | República Tcheca                                         | •                                                        | •                                                        | •                                                        | •                                                        |
| 1994         | 84.ª                                                     | Chiba                                                    | Japão                                                    | •                                                        | •                                                        | •                                                        | •                                                        |
| 1995         | 85.ª                                                     | Birmingham                                               | Reino Unido                                              | •                                                        | •                                                        | •                                                        | •                                                        |
| 1996         | 86.ª                                                     | Edmonton                                                 | Canadá                                                   | •                                                        | •                                                        | •                                                        | •                                                        |
| 1997         | 87.ª                                                     | Lausana                                                  | Suíça                                                    | •                                                        | •                                                        | •                                                        | •                                                        |
| 1998         | 88.ª                                                     | Minneapolis                                              | Estados Unidos                                           | •                                                        | •                                                        | •                                                        | •                                                        |
| 1999         | 89.ª                                                     | Helsinque                                                | Finlândia                                                | •                                                        | •                                                        | •                                                        | •                                                        |
| 2000         | 90.ª                                                     | Nice                                                     | França                                                   | •                                                        | •                                                        | •                                                        | •                                                        |
| 2001         | 91.ª                                                     | Vancouver                                                | Canadá                                                   | •                                                        | •                                                        | •                                                        | •                                                        |
| 2002         | 92.ª                                                     | Nagano                                                   | Japão                                                    | •                                                        | •                                                        | •                                                        | •                                                        |
| 2003         | 93.ª                                                     | Washington                                               | Estados Unidos                                           | •                                                        | •                                                        | •                                                        | •                                                        |
| 2004         | 94.ª                                                     | Dortmund                                                 | Alemanha                                                 | •                                                        | •                                                        | •                                                        | •                                                        |
| 2005         | 95.ª                                                     | Moscou                                                   | Rússia                                                   | •                                                        | •                                                        | •                                                        | •                                                        |
| 2006         | 96.ª                                                     | Calgary                                                  | Canadá                                                   | •                                                        | •                                                        | •                                                        | •                                                        |
| 2007         | 97.ª                                                     | Tóquio                                                   | Japão                                                    | •                                                        | •                                                        | •                                                        | •                                                        |
| 2008         | 98.ª                                                     | Gotemburgo                                               | Suécia                                                   | •                                                        | •                                                        | •                                                        | •                                                        |
| 2009         | 99.ª                                                     | Los Angeles                                              | Estados Unidos                                           | •                                                        | •                                                        | •                                                        | •                                                        |
| 2010         | 100.ª                                                    | Turim                                                    | Itália                                                   | •                                                        | •                                                        | •                                                        | •                                                        |
| 2011         | 101.ª                                                    | Moscou[1]                                                | Rússia                                                   | •                                                        | •                                                        | •                                                        | •                                                        |
| 2012         | 102.ª                                                    | Nice                                                     | França                                                   | •                                                        | •                                                        | •                                                        | •                                                        |
| 2013         | 103.ª                                                    | London                                                   | Canadá                                                   | •                                                        | •                                                        | •                                                        | •                                                        |
| 2014         | 104.ª                                                    | Saitama                                                  | Japão                                                    | •                                                        | •                                                        | •                                                        | •                                                        |
| 2015         | 105.ª                                                    | Xangai                                                   | China                                                    | •                                                        | •                                                        | •                                                        | •                                                        |
| 2016         | 106.ª                                                    | Boston                                                   | Estados Unidos                                           | •                                                        | •                                                        | •                                                        | •                                                        |
| 2017         | 107.ª                                                    | Helsinque                                                | Finlândia                                                | •                                                        | •                                                        | •                                                        | •                                                        |
| 2018         | 108.ª                                                    | Milão                                                    | Itália                                                   | •                                                        | •                                                        | •                                                        | •                                                        |
| Referências: |                                                          |                                                          |                                                          |                                                          |                                                          |                                                          |                                                          |

Notas
- 1 ^ Competição originalmente ocorreria em Tóquio, Japão, porém devido ao sismo e tsunami ocorrido na região de Sendai no dia 13 de março, a competição foi cancelada.[9]

## Lista de medalhistas

### Individual masculino
| Evento                                 | Ouro                                                     | Prata                                                    | Bronze                                                   |
| São Petersburgo 1896 (detalhes)        | Gilbert Fuchs · Alemanha                                 | Gustav Hügel · Áustria                                   | Georg Sanders · Rússia                                   |
| Estocolmo 1897 (detalhes)              | Gustav Hügel · Áustria                                   | Ulrich Salchow · Suécia                                  | Johan Lefstad · Noruega                                  |
| Londres 1898 (detalhes)                | Henning Grenander · Suécia                               | Gustav Hügel · Áustria                                   | Gilbert Fuchs · Alemanha                                 |
| Davos 1899 (detalhes)                  | Gustav Hügel · Áustria                                   | Ulrich Salchow · Suécia                                  | Edgar Syers · Reino Unido                                |
| Davos 1900 (detalhes)                  | Gustav Hügel · Áustria                                   | Ulrich Salchow · Suécia                                  | nenhum outro competidor                                  |
| Estocolmo 1901 (detalhes)              | Ulrich Salchow · Suécia                                  | Gilbert Fuchs · Alemanha                                 | nenhum outro competidor                                  |
| Londres 1902 (detalhes)                | Ulrich Salchow · Suécia                                  | Madge Syers · Reino Unido                                | Martin Gordan · Alemanha                                 |
| São Petersburgo 1903 (detalhes)        | Ulrich Salchow · Suécia                                  | Nikolai Panin · Rússia                                   | Max Bohatsch · Áustria                                   |
| Berlim 1904 (detalhes)                 | Ulrich Salchow · Suécia                                  | Heinrich Burger · Alemanha                               | Martin Gordan · Alemanha                                 |
| Estocolmo 1905 (detalhes)              | Ulrich Salchow · Suécia                                  | Max Bohatsch · Áustria                                   | Per Thorén · Suécia                                      |
| Munique 1906 (detalhes)                | Gilbert Fuchs · Alemanha                                 | Heinrich Burger · Alemanha                               | Bror Meyer · Suécia                                      |
| Viena 1907 (detalhes)                  | Ulrich Salchow · Suécia                                  | Max Bohatsch · Áustria                                   | Gilbert Fuchs · Alemanha                                 |
| Opava 1908 (detalhes)                  | Ulrich Salchow · Suécia                                  | Gilbert Fuchs · Alemanha                                 | Heinrich Burger · Alemanha                               |
| Estocolmo 1909 (detalhes)              | Ulrich Salchow · Suécia                                  | Per Thorén · Suécia                                      | Ernst Herz · Áustria                                     |
| Davos 1910 (detalhes)                  | Ulrich Salchow · Suécia                                  | Werner Rittberger · Alemanha                             | Andor Szende · Hungria                                   |
| Berlim 1911 (detalhes)                 | Ulrich Salchow · Suécia                                  | Werner Rittberger · Alemanha                             | Fritz Kachler · Áustria                                  |
| Manchester 1912 (detalhes)             | Fritz Kachler · Áustria                                  | Werner Rittberger · Alemanha                             | Andor Szende · Hungria                                   |
| Viena 1913 (detalhes)                  | Fritz Kachler · Áustria                                  | Willy Böckl · Áustria                                    | Andor Szende · Hungria                                   |
| Helsinque 1914 (detalhes)              | Gösta Sandahl · Suécia                                   | Fritz Kachler · Áustria                                  | Willy Böckl · Áustria                                    |
| 1915—1921                              | Cancelado devido a Primeira Guerra Mundial               | Cancelado devido a Primeira Guerra Mundial               | Cancelado devido a Primeira Guerra Mundial               |
| Estocolmo 1922 (detalhes)              | Gillis Grafström · Suécia                                | Fritz Kachler · Áustria                                  | Willy Böckl · Áustria                                    |
| Viena 1923 (detalhes)                  | Fritz Kachler · Áustria                                  | Willy Böckl · Áustria                                    | Gösta Sandahl · Suécia                                   |
| Manchester 1924 (detalhes)             | Gillis Grafström · Suécia                                | Willy Böckl · Áustria                                    | Ernst Oppacher · Áustria                                 |
| Viena 1925 (detalhes)                  | Willy Böckl · Áustria                                    | Fritz Kachler · Áustria                                  | Otto Preißecker · Áustria                                |
| Berlim 1926 (detalhes)                 | Willy Böckl · Áustria                                    | Otto Preißecker · Áustria                                | John Page · Reino Unido                                  |
| Davos 1927 (detalhes)                  | Willy Böckl · Áustria                                    | Otto Preißecker · Áustria                                | Karl Schäfer · Áustria                                   |
| Berlim 1928 (detalhes)                 | Willy Böckl · Áustria                                    | Karl Schäfer · Áustria                                   | Hugo Distler · Áustria                                   |
| Londres 1929 (detalhes)                | Gillis Grafström · Suécia                                | Karl Schäfer · Áustria                                   | Ludwig Wrede · Áustria                                   |
| Nova Iorque 1930 (detalhes)            | Karl Schäfer · Áustria                                   | Roger Turner · Estados Unidos                            | Georges Gautschi · Suíça                                 |
| Berlim 1931 (detalhes)                 | Karl Schäfer · Áustria                                   | Roger Turner · Estados Unidos                            | Ernst Baier · Alemanha                                   |
| Montreal 1932 (detalhes)               | Karl Schäfer · Áustria                                   | Montgomery Wilson · Canadá                               | Ernst Baier · Alemanha                                   |
| Zurique 1933 (detalhes)                | Karl Schäfer · Áustria                                   | Ernst Baier · Alemanha                                   | Marcus Nikkanen · Finlândia                              |
| Estocolmo 1934 (detalhes)              | Karl Schäfer · Áustria                                   | Ernst Baier · Alemanha                                   | Erich Erdös · Áustria                                    |
| Budapeste 1935 (detalhes)              | Karl Schäfer · Áustria                                   | Jack Dunn · Reino Unido                                  | Dénes Pataky · Hungria                                   |
| Paris 1936 (detalhes)                  | Karl Schäfer · Áustria                                   | Graham Sharp · Reino Unido                               | Felix Kaspar · Áustria                                   |
| Viena 1937 (detalhes)                  | Felix Kaspar · Áustria                                   | Graham Sharp · Reino Unido                               | Elemér Terták · Hungria                                  |
| Berlim 1938 (detalhes)                 | Felix Kaspar · Áustria                                   | Graham Sharp · Reino Unido                               | Herbert Alward · Áustria                                 |
| Budapeste 1939 (detalhes)              | Graham Sharp · Reino Unido                               | Freddie Tomlins · Reino Unido                            | Horst Faber · Alemanha                                   |
| 1940—1946                              | Cancelado devido a Segunda Guerra Mundial                | Cancelado devido a Segunda Guerra Mundial                | Cancelado devido a Segunda Guerra Mundial                |
| Estocolmo 1947 (detalhes)              | Hans Gerschwiler · Suíça                                 | Dick Button · Estados Unidos                             | Arthur Apfel · Reino Unido                               |
| Davos 1948 (detalhes)                  | Dick Button · Estados Unidos                             | Hans Gerschwiler · Suíça                                 | Ede Király · Hungria                                     |
| Paris 1949 (detalhes)                  | Dick Button · Estados Unidos                             | Ede Király · Hungria                                     | Edi Rada · Áustria                                       |
| Londres 1950 (detalhes)                | Dick Button · Estados Unidos                             | Ede Király · Hungria                                     | Hayes Alan Jenkins · Estados Unidos                      |
| Milão 1951 (detalhes)                  | Dick Button · Estados Unidos                             | James Grogan · Estados Unidos                            | Helmut Seibt · Áustria                                   |
| Paris 1952 (detalhes)                  | Dick Button · Estados Unidos                             | James Grogan · Estados Unidos                            | Hayes Alan Jenkins · Estados Unidos                      |
| Davos 1953 (detalhes)                  | Hayes Alan Jenkins · Estados Unidos                      | James Grogan · Estados Unidos                            | Carlo Fassi · Itália                                     |
| Oslo 1954 (detalhes)                   | Hayes Alan Jenkins · Estados Unidos                      | James Grogan · Estados Unidos                            | Alain Giletti · França                                   |
| Viena 1955 (detalhes)                  | Hayes Alan Jenkins · Estados Unidos                      | Ronnie Robertson · Estados Unidos                        | David Jenkins · Estados Unidos                           |
| Garmisch-Partenkirchen 1956 (detalhes) | Hayes Alan Jenkins · Estados Unidos                      | Ronnie Robertson · Estados Unidos                        | David Jenkins · Estados Unidos                           |
| Colorado Springs 1957 (detalhes)       | David Jenkins · Estados Unidos                           | Tim Brown · Estados Unidos                               | Charles Snelling · Canadá                                |
| Paris 1958 (detalhes)                  | David Jenkins · Estados Unidos                           | Tim Brown · Estados Unidos                               | Alain Giletti · França                                   |
| Colorado Springs 1959 (detalhes)       | David Jenkins · Estados Unidos                           | Donald Jackson · Canadá                                  | Tim Brown · Estados Unidos                               |
| Vancouver 1960 (detalhes)              | Alain Giletti · França                                   | Donald Jackson · Canadá                                  | Alain Calmat · França                                    |
| Praga 1961                             | Evento cancelado devido ao acidente com o voo Sabena 548 | Evento cancelado devido ao acidente com o voo Sabena 548 | Evento cancelado devido ao acidente com o voo Sabena 548 |
| Praga 1962 (detalhes)                  | Donald Jackson · Canadá                                  | Karol Divín · Tchecoslováquia                            | Alain Calmat · França                                    |
| Cortina d'Ampezzo 1963 (detalhes)      | Donald McPherson · Canadá                                | Alain Calmat · França                                    | Manfred Schnelldorfer · Alemanha Ocidental               |
| Dortmund 1964 (detalhes)               | Manfred Schnelldorfer · Alemanha Ocidental               | Alain Calmat · França                                    | Karol Divín · Tchecoslováquia                            |
| Colorado Springs 1965 (detalhes)       | Alain Calmat · França                                    | Scott Allen · Estados Unidos                             | Donald Knight · Canadá                                   |
| Davos 1966 (detalhes)                  | Emmerich Danzer · Áustria                                | Wolfgang Schwarz · Áustria                               | Gary Visconti · Estados Unidos                           |
| Viena 1967 (detalhes)                  | Emmerich Danzer · Áustria                                | Wolfgang Schwarz · Áustria                               | Gary Visconti · Estados Unidos                           |
| Genebra 1968 (detalhes)                | Emmerich Danzer · Áustria                                | Tim Wood · Estados Unidos                                | Patrick Péra · França                                    |
| Colorado Springs 1969 (detalhes)       | Tim Wood · Estados Unidos                                | Ondrej Nepela · Tchecoslováquia                          | Patrick Péra · França                                    |
| Liubliana 1970 (detalhes)              | Tim Wood · Estados Unidos                                | Ondrej Nepela · Tchecoslováquia                          | Günter Zöller · Alemanha Oriental                        |
| Lyon 1971 (detalhes)                   | Ondrej Nepela · Tchecoslováquia                          | Patrick Péra · França                                    | Sergei Chetverukhin · União Soviética                    |
| Calgary 1972 (detalhes)                | Ondrej Nepela · Tchecoslováquia                          | Sergei Chetverukhin · União Soviética                    | Vladimir Kovalev · União Soviética                       |
| Bratislava 1973 (detalhes)             | Ondrej Nepela · Tchecoslováquia                          | Sergei Chetverukhin · União Soviética                    | Jan Hoffmann · Alemanha Oriental                         |
| Munique 1974 (detalhes)                | Jan Hoffmann · Alemanha Oriental                         | Sergei Volkov · União Soviética                          | Toller Cranston · Canadá                                 |
| Colorado Springs 1975 (detalhes)       | Sergei Volkov · União Soviética                          | Vladimir Kovalev · União Soviética                       | John Curry · Reino Unido                                 |
| Gotemburgo 1976 (detalhes)             | John Curry · Reino Unido                                 | Vladimir Kovalev · União Soviética                       | Jan Hoffmann · Alemanha Oriental                         |
| Tóquio 1977 (detalhes)                 | Vladimir Kovalev · União Soviética                       | Jan Hoffmann · Alemanha Oriental                         | Minoru Sano · Japão                                      |
| Ottawa 1978 (detalhes)                 | Charles Tickner · Estados Unidos                         | Jan Hoffmann · Alemanha Oriental                         | Robin Cousins · Reino Unido                              |
| Viena 1979 (detalhes)                  | Vladimir Kovalev · União Soviética                       | Robin Cousins · Reino Unido                              | Jan Hoffmann · Alemanha Oriental                         |
| Dortmund 1980 (detalhes)               | Jan Hoffmann · Alemanha Oriental                         | Robin Cousins · Reino Unido                              | Charles Tickner · Estados Unidos                         |
| Hartford 1981 (detalhes)               | Scott Hamilton · Estados Unidos                          | David Santee · Estados Unidos                            | Igor Bobrin · União Soviética                            |
| Copenhague 1982 (detalhes)             | Scott Hamilton · Estados Unidos                          | Norbert Schramm · Alemanha Ocidental                     | Brian Pockar · Canadá                                    |
| Helsinque 1983 (detalhes)              | Scott Hamilton · Estados Unidos                          | Norbert Schramm · Alemanha Ocidental                     | Brian Orser · Canadá                                     |
| Ottawa 1984 (detalhes)                 | Scott Hamilton · Estados Unidos                          | Brian Orser · Canadá                                     | Alexander Fadeev · União Soviética                       |
| Tóquio 1985 (detalhes)                 | Alexander Fadeev · União Soviética                       | Brian Orser · Canadá                                     | Brian Boitano · Estados Unidos                           |
| Genebra 1986 (detalhes)                | Brian Boitano · Estados Unidos                           | Brian Orser · Canadá                                     | Alexander Fadeev · União Soviética                       |
| Cincinnati 1987 (detalhes)             | Brian Orser · Canadá                                     | Brian Boitano · Estados Unidos                           | Alexander Fadeev · União Soviética                       |
| Budapeste 1988 (detalhes)              | Brian Boitano · Estados Unidos                           | Brian Orser · Canadá                                     | Viktor Petrenko · União Soviética                        |
| Paris 1989 (detalhes)                  | Kurt Browning · Canadá                                   | Christopher Bowman · Estados Unidos                      | Grzegorz Filipowski · Polônia                            |
| Halifax 1990 (detalhes)                | Kurt Browning · Canadá                                   | Viktor Petrenko · União Soviética                        | Christopher Bowman · Estados Unidos                      |
| Munique 1991 (detalhes)                | Kurt Browning · Canadá                                   | Viktor Petrenko · União Soviética                        | Todd Eldredge · Estados Unidos                           |
| Oakland 1992 (detalhes)                | Viktor Petrenko · CEI                                    | Kurt Browning · Canadá                                   | Elvis Stojko · Canadá                                    |
| Praga 1993 (detalhes)                  | Kurt Browning · Canadá                                   | Elvis Stojko · Canadá                                    | Alexei Urmanov · Rússia                                  |
| Chiba 1994 (detalhes)                  | Elvis Stojko · Canadá                                    | Philippe Candeloro · França                              | Viacheslav Zagorodniuk · Ucrânia                         |
| Birmingham 1995 (detalhes)             | Elvis Stojko · Canadá                                    | Todd Eldredge · Estados Unidos                           | Philippe Candeloro · França                              |
| Edmonton 1996 (detalhes)               | Todd Eldredge · Estados Unidos                           | Ilia Kulik · Rússia                                      | Rudy Galindo · Estados Unidos                            |
| Lausana 1997 (detalhes)                | Elvis Stojko · Canadá                                    | Todd Eldredge · Estados Unidos                           | Alexei Yagudin · Rússia                                  |
| Minneapolis 1998 (detalhes)            | Alexei Yagudin · Rússia                                  | Todd Eldredge · Estados Unidos                           | Evgeni Plushenko · Rússia                                |
| Helsinque 1999 (detalhes)              | Alexei Yagudin · Rússia                                  | Evgeni Plushenko · Rússia                                | Michael Weiss · Estados Unidos                           |
| Nice 2000 (detalhes)                   | Alexei Yagudin · Rússia                                  | Elvis Stojko · Canadá                                    | Michael Weiss · Estados Unidos                           |
| Vancouver 2001 (detalhes)              | Evgeni Plushenko · Rússia                                | Alexei Yagudin · Rússia                                  | Todd Eldredge · Estados Unidos                           |
| Nagano 2002 (detalhes)                 | Alexei Yagudin · Rússia                                  | Timothy Goebel · Estados Unidos                          | Takeshi Honda · Japão                                    |
| Washington 2003 (detalhes)             | Evgeni Plushenko · Rússia                                | Timothy Goebel · Estados Unidos                          | Takeshi Honda · Japão                                    |
| Dortmund 2004 (detalhes)               | Evgeni Plushenko · Rússia                                | Brian Joubert · França                                   | Stefan Lindemann · Alemanha                              |
| Moscou 2005 (detalhes)                 | Stéphane Lambiel · Suíça                                 | Jeffrey Buttle · Canadá                                  | Evan Lysacek · Estados Unidos                            |
| Calgary 2006 (detalhes)                | Stéphane Lambiel · Suíça                                 | Brian Joubert · França                                   | Evan Lysacek · Estados Unidos                            |
| Tóquio 2007 (detalhes)                 | Brian Joubert · França                                   | Daisuke Takahashi · Japão                                | Stéphane Lambiel · Suíça                                 |
| Gotemburgo 2008 (detalhes)             | Jeffrey Buttle · Canadá                                  | Brian Joubert · França                                   | Johnny Weir · Estados Unidos                             |
| Los Angeles 2009 (detalhes)            | Evan Lysacek · Estados Unidos                            | Patrick Chan · Canadá                                    | Brian Joubert · França                                   |
| Turim 2010 (detalhes)                  | Daisuke Takahashi · Japão                                | Patrick Chan · Canadá                                    | Brian Joubert · França                                   |
| Moscou 2011 (detalhes)                 | Patrick Chan · Canadá                                    | Takahiko Kozuka · Japão                                  | Artur Gachinski · Rússia                                 |
| Nice 2012 (detalhes)                   | Patrick Chan · Canadá                                    | Daisuke Takahashi · Japão                                | Yuzuru Hanyu · Japão                                     |
| London 2013 (detalhes)                 | Patrick Chan · Canadá                                    | Denis Ten · Cazaquistão                                  | Javier Fernández · Espanha                               |
| Saitama 2014 (detalhes)                | Yuzuru Hanyu · Japão                                     | Tatsuki Machida · Japão                                  | Javier Fernández · Espanha                               |
| Xangai 2015 (detalhes)                 | Javier Fernández · Espanha                               | Yuzuru Hanyu · Japão                                     | Denis Ten · Cazaquistão                                  |
| Boston 2016 (detalhes)                 | Javier Fernández · Espanha                               | Yuzuru Hanyu · Japão                                     | Jin Boyang · China                                       |
| Helsinque 2017 (detalhes)              | Yuzuru Hanyu · Japão                                     | Shoma Uno · Japão                                        | Jin Boyang · China                                       |
| Milão 2018 (detalhes)                  | Nathan Chen · Estados Unidos                             | Shoma Uno · Japão                                        | Mikhail Kolyada · Rússia                                 |

### Individual feminino
| Evento                                 | Ouro                                                     | Prata                                                    | Bronze                                                   |
| Davos 1906 (detalhes)                  | Madge Syers · Reino Unido                                | Jenny Herz · Áustria                                     | Lily Kronberger · Hungria                                |
| Viena 1907 (detalhes)                  | Madge Syers · Reino Unido                                | Jenny Herz · Áustria                                     | Lily Kronberger · Hungria                                |
| Opava 1908 (detalhes)                  | Lily Kronberger · Hungria                                | Elsa Rendschmidt · Alemanha                              | nenhuma outra competidora                                |
| Budapeste 1909 (detalhes)              | Lily Kronberger · Hungria                                | nenhuma outra competidora                                | nenhuma outra competidora                                |
| Davos 1910 (detalhes)                  | Lily Kronberger · Hungria                                | Elsa Rendschmidt · Alemanha                              | nenhuma outra competidora                                |
| Viena 1911 (detalhes)                  | Lily Kronberger · Hungria                                | Opika von Méray Horváth · Hungria                        | Ludowika Jakobsson-Eilers · Alemanha                     |
| Davos 1912 (detalhes)                  | Opika von Méray Horváth · Hungria                        | Dorothy Greenhough-Smith · Reino Unido                   | Phyllis Johnson · Reino Unido                            |
| Estocolmo 1913 (detalhes)              | Opika von Méray Horváth · Hungria                        | Phyllis Johnson · Reino Unido                            | Svea Norén · Suécia                                      |
| St. Moritz 1914 (detalhes)             | Opika von Méray Horváth · Hungria                        | Angela Hanka · Áustria                                   | Phyllis Johnson · Reino Unido                            |
| 1915—1921                              | Cancelado devido a Primeira Guerra Mundial               | Cancelado devido a Primeira Guerra Mundial               | Cancelado devido a Primeira Guerra Mundial               |
| Davos 1922 (detalhes)                  | Herma Szabo · Áustria                                    | Svea Norén · Suécia                                      | Margot Moe · Noruega                                     |
| Viena 1923 (detalhes)                  | Herma Szabo · Áustria                                    | Gisela Reichmann · Áustria                               | Svea Norén · Suécia                                      |
| Oslo 1924 (detalhes)                   | Herma Szabo · Áustria                                    | Ellen Brockhöft · Alemanha                               | Beatrix Loughran · Estados Unidos                        |
| Davos 1925 (detalhes)                  | Herma Szabo · Áustria                                    | Ellen Brockhöft · Alemanha                               | Elisabeth Böckel · Alemanha                              |
| Estocolmo 1926 (detalhes)              | Herma Szabo · Áustria                                    | Sonja Henie · Noruega                                    | Kathleen Shaw · Reino Unido                              |
| Oslo 1927 (detalhes)                   | Sonja Henie · Noruega                                    | Herma Szabo · Áustria                                    | Karen Simensen · Noruega                                 |
| Londres 1928 (detalhes)                | Sonja Henie · Noruega                                    | Maribel Vinson · Estados Unidos                          | Fritzi Burger · Áustria                                  |
| Budapeste 1929 (detalhes)              | Sonja Henie · Noruega                                    | Fritzi Burger · Áustria                                  | Melitta Brunner · Áustria                                |
| Nova Iorque 1930 (detalhes)            | Sonja Henie · Noruega                                    | Cecil Smith · Canadá                                     | Maribel Vinson · Estados Unidos                          |
| Berlim 1931 (detalhes)                 | Sonja Henie · Noruega                                    | Hilde Holovsky · Áustria                                 | Fritzi Burger · Áustria                                  |
| Montreal 1932 (detalhes)               | Sonja Henie · Noruega                                    | Fritzi Burger · Áustria                                  | Constance Wilson-Samuel · Canadá                         |
| Estocolmo 1933 (detalhes)              | Sonja Henie · Noruega                                    | Vivi-Anne Hultén · Suécia                                | Hilde Holovsky · Áustria                                 |
| Oslo 1934 (detalhes)                   | Sonja Henie · Noruega                                    | Megan Taylor · Reino Unido                               | Liselotte Landbeck · Áustria                             |
| Viena 1935 (detalhes)                  | Sonja Henie · Noruega                                    | Cecilia Colledge · Reino Unido                           | Vivi-Anne Hultén · Suécia                                |
| Paris 1936 (detalhes)                  | Sonja Henie · Noruega                                    | Megan Taylor · Reino Unido                               | Vivi-Anne Hultén · Suécia                                |
| Londres 1937 (detalhes)                | Cecilia Colledge · Reino Unido                           | Megan Taylor · Reino Unido                               | Vivi-Anne Hultén · Suécia                                |
| Estocolmo 1938 (detalhes)              | Megan Taylor · Reino Unido                               | Cecilia Colledge · Reino Unido                           | Hedy Stenuf · Estados Unidos                             |
| Praga 1939 (detalhes)                  | Megan Taylor · Reino Unido                               | Hedy Stenuf · Estados Unidos                             | Daphne Walker · Reino Unido                              |
| 1940—1946                              | Cancelado devido a Segunda Guerra Mundial                | Cancelado devido a Segunda Guerra Mundial                | Cancelado devido a Segunda Guerra Mundial                |
| Estocolmo 1947 (detalhes)              | Barbara Ann Scott · Canadá                               | Daphne Walker · Reino Unido                              | Gretchen Merrill · Estados Unidos                        |
| Davos 1948 (detalhes)                  | Barbara Ann Scott · Canadá                               | Eva Pawlik · Áustria                                     | Jiřína Nekolová · Tchecoslováquia                        |
| Paris 1949 (detalhes)                  | Alena Vrzáňová · Tchecoslováquia                         | Yvonne Sherman · Estados Unidos                          | Jeannette Altwegg · Reino Unido                          |
| Londres 1950 (detalhes)                | Alena Vrzáňová · Tchecoslováquia                         | Jeannette Altwegg · Reino Unido                          | Yvonne Sherman · Estados Unidos                          |
| Milão 1951 (detalhes)                  | Jeannette Altwegg · Reino Unido                          | Jacqueline du Bief · França                              | Sonya Klopfer · Estados Unidos                           |
| Paris 1952 (detalhes)                  | Jacqueline du Bief · França                              | Sonya Klopfer · Estados Unidos                           | Virginia Baxter · Estados Unidos                         |
| Davos 1953 (detalhes)                  | Tenley Albright · Estados Unidos                         | Gundi Busch · Alemanha Ocidental                         | Valda Osborn · Reino Unido                               |
| Oslo 1954 (detalhes)                   | Gundi Busch · Alemanha Ocidental                         | Tenley Albright · Estados Unidos                         | Erica Batchelor · Reino Unido                            |
| Viena 1955 (detalhes)                  | Tenley Albright · Estados Unidos                         | Carol Heiss · Estados Unidos                             | Hanna Eigel · Áustria                                    |
| Garmisch-Partenkirchen 1956 (detalhes) | Carol Heiss · Estados Unidos                             | Tenley Albright · Estados Unidos                         | Ingrid Wendl · Áustria                                   |
| Colorado Springs 1957 (detalhes)       | Carol Heiss · Estados Unidos                             | Hanna Eigel · Áustria                                    | Ingrid Wendl · Áustria                                   |
| Paris 1958 (detalhes)                  | Carol Heiss · Estados Unidos                             | Ingrid Wendl · Áustria                                   | Hanna Walter · Áustria                                   |
| Colorado Springs 1959 (detalhes)       | Carol Heiss · Estados Unidos                             | Hanna Walter · Áustria                                   | Sjoukje Dijkstra · Países Baixos                         |
| Vancouver 1960 (detalhes)              | Carol Heiss · Estados Unidos                             | Sjoukje Dijkstra · Países Baixos                         | Barbara Ann Roles · Estados Unidos                       |
| Praga 1961                             | Evento cancelado devido ao acidente com o voo Sabena 548 | Evento cancelado devido ao acidente com o voo Sabena 548 | Evento cancelado devido ao acidente com o voo Sabena 548 |
| Praga 1962 (detalhes)                  | Sjoukje Dijkstra · Países Baixos                         | Wendy Griner · Canadá                                    | Regine Heitzer · Áustria                                 |
| Cortina d'Ampezzo 1963 (detalhes)      | Sjoukje Dijkstra · Países Baixos                         | Regine Heitzer · Áustria                                 | Nicole Hassler · França                                  |
| Dortmund 1964 (detalhes)               | Sjoukje Dijkstra · Países Baixos                         | Regine Heitzer · Áustria                                 | Petra Burka · Canadá                                     |
| Colorado Springs 1965 (detalhes)       | Petra Burka · Canadá                                     | Regine Heitzer · Áustria                                 | Peggy Fleming · Estados Unidos                           |
| Davos 1966 (detalhes)                  | Peggy Fleming · Estados Unidos                           | Gabriele Seyfert · Alemanha Oriental                     | Petra Burka · Canadá                                     |
| Viena 1967 (detalhes)                  | Peggy Fleming · Estados Unidos                           | Gabriele Seyfert · Alemanha Oriental                     | Hana Mašková · Tchecoslováquia                           |
| Genebra 1968 (detalhes)                | Peggy Fleming · Estados Unidos                           | Gabriele Seyfert · Alemanha Oriental                     | Hana Mašková · Tchecoslováquia                           |
| Colorado Springs 1969 (detalhes)       | Gabriele Seyfert · Alemanha Oriental                     | Trixi Schuba · Áustria                                   | Zsuzsa Almássy · Hungria                                 |
| Liubliana 1970 (detalhes)              | Gabriele Seyfert · Alemanha Oriental                     | Trixi Schuba · Áustria                                   | Julie Lynn Holmes · Estados Unidos                       |
| Lyon 1971 (detalhes)                   | Trixi Schuba · Áustria                                   | Julie Lynn Holmes · Estados Unidos                       | Karen Magnussen · Canadá                                 |
| Calgary 1972 (detalhes)                | Trixi Schuba · Áustria                                   | Karen Magnussen · Canadá                                 | Janet Lynn · Estados Unidos                              |
| Bratislava 1973 (detalhes)             | Karen Magnussen · Canadá                                 | Janet Lynn · Estados Unidos                              | Christine Errath · Alemanha Oriental                     |
| Munique 1974 (detalhes)                | Christine Errath · Alemanha Oriental                     | Dorothy Hamill · Estados Unidos                          | Dianne de Leeuw · Países Baixos                          |
| Colorado Springs 1975 (detalhes)       | Dianne de Leeuw · Países Baixos                          | Dorothy Hamill · Estados Unidos                          | Christine Errath · Alemanha Oriental                     |
| Gotemburgo 1976 (detalhes)             | Dorothy Hamill · Estados Unidos                          | Christine Errath · Alemanha Oriental                     | Dianne de Leeuw · Países Baixos                          |
| Tóquio 1977 (detalhes)                 | Linda Fratianne · Estados Unidos                         | Anett Pötzsch · Alemanha Oriental                        | Dagmar Lurz · Alemanha Ocidental                         |
| Ottawa 1978 (detalhes)                 | Anett Pötzsch · Alemanha Oriental                        | Linda Fratianne · Estados Unidos                         | Susanna Driano · Itália                                  |
| Viena 1979 (detalhes)                  | Linda Fratianne · Estados Unidos                         | Anett Pötzsch · Alemanha Oriental                        | Emi Watanabe · Japão                                     |
| Dortmund 1980 (detalhes)               | Anett Pötzsch · Alemanha Oriental                        | Dagmar Lurz · Alemanha Ocidental                         | Linda Fratianne · Estados Unidos                         |
| Hartford 1981 (detalhes)               | Denise Biellmann · Suíça                                 | Elaine Zayak · Estados Unidos                            | Claudia Kristofics-Binder · Áustria                      |
| Copenhagen 1982 (detalhes)             | Elaine Zayak · Estados Unidos                            | Katarina Witt · Alemanha Oriental                        | Claudia Kristofics-Binder · Áustria                      |
| Helsinque 1983 (detalhes)              | Rosalynn Sumners · Estados Unidos                        | Claudia Leistner · Alemanha Ocidental                    | Elena Vodorezova · União Soviética                       |
| Ottawa 1984 (detalhes)                 | Katarina Witt · Alemanha Oriental                        | Anna Kondrashova · União Soviética                       | Elaine Zayak · Estados Unidos                            |
| Tóquio 1985 (detalhes)                 | Katarina Witt · Alemanha Oriental                        | Kira Ivanova · União Soviética                           | Tiffany Chin · Estados Unidos                            |
| Genebra 1986 (detalhes)                | Debi Thomas · Estados Unidos                             | Katarina Witt · Alemanha Oriental                        | Tiffany Chin · Estados Unidos                            |
| Cincinnati 1987 (detalhes)             | Katarina Witt · Alemanha Oriental                        | Debi Thomas · Estados Unidos                             | Caryn Kadavy · Estados Unidos                            |
| Budapeste 1988 (detalhes)              | Katarina Witt · Alemanha Oriental                        | Elizabeth Manley · Canadá                                | Debi Thomas · Estados Unidos                             |
| Paris 1989 (detalhes)                  | Midori Ito · Japão                                       | Claudia Leistner · Alemanha Ocidental                    | Jill Trenary · Estados Unidos                            |
| Halifax 1990 (detalhes)                | Jill Trenary · Estados Unidos                            | Midori Ito · Japão                                       | Holly Cook · Estados Unidos                              |
| Munique 1991 (detalhes)                | Kristi Yamaguchi · Estados Unidos                        | Tonya Harding · Estados Unidos                           | Nancy Kerrigan · Estados Unidos                          |
| Oakland 1992 (detalhes)                | Kristi Yamaguchi · Estados Unidos                        | Nancy Kerrigan · Estados Unidos                          | Chen Lu · China                                          |
| Praga 1993 (detalhes)                  | Oksana Baiul · Ucrânia                                   | Surya Bonaly · França                                    | Chen Lu · China                                          |
| Chiba 1994 (detalhes)                  | Yuka Sato · Japão                                        | Surya Bonaly · França                                    | Tanja Szewczenko · Alemanha                              |
| Birmingham 1995 (detalhes)             | Chen Lu · China                                          | Surya Bonaly · França                                    | Nicole Bobek · Estados Unidos                            |
| Edmonton 1996 (detalhes)               | Michelle Kwan · Estados Unidos                           | Chen Lu · China                                          | Irina Slutskaya · Rússia                                 |
| Lausana 1997 (detalhes)                | Tara Lipinski · Estados Unidos                           | Michelle Kwan · Estados Unidos                           | Vanessa Gusmeroli · França                               |
| Minneapolis 1998 (detalhes)            | Michelle Kwan · Estados Unidos                           | Irina Slutskaya · Rússia                                 | Maria Butyrskaya · Rússia                                |
| Helsinque 1999 (detalhes)              | Maria Butyrskaya · Rússia                                | Michelle Kwan · Estados Unidos                           | Julia Soldatova · Rússia                                 |
| Nice 2000 (detalhes)                   | Michelle Kwan · Estados Unidos                           | Irina Slutskaya · Rússia                                 | Maria Butyrskaya · Rússia                                |
| Vancouver 2001 (detalhes)              | Michelle Kwan · Estados Unidos                           | Irina Slutskaya · Rússia                                 | Sarah Hughes · Estados Unidos                            |
| Nagano 2002 (detalhes)                 | Irina Slutskaya · Rússia                                 | Michelle Kwan · Estados Unidos                           | Fumie Suguri · Japão                                     |
| Washington 2003 (detalhes)             | Michelle Kwan · Estados Unidos                           | Elena Sokolova · Rússia                                  | Fumie Suguri · Japão                                     |
| Dortmund 2004 (detalhes)               | Shizuka Arakawa · Japão                                  | Sasha Cohen · Estados Unidos                             | Michelle Kwan · Estados Unidos                           |
| Moscou 2005 (detalhes)                 | Irina Slutskaya · Rússia                                 | Sasha Cohen · Estados Unidos                             | Carolina Kostner · Itália                                |
| Calgary 2006 (detalhes)                | Kimmie Meissner · Estados Unidos                         | Fumie Suguri · Japão                                     | Sasha Cohen · Estados Unidos                             |
| Tóquio 2007 (detalhes)                 | Miki Ando · Japão                                        | Mao Asada · Japão                                        | Kim Yu-Na · Coreia do Sul                                |
| Gotemburgo 2008 (detalhes)             | Mao Asada · Japão                                        | Carolina Kostner · Itália                                | Kim Yu-Na · Coreia do Sul                                |
| Los Angeles 2009 (detalhes)            | Kim Yu-Na · Coreia do Sul                                | Joannie Rochette · Canadá                                | Miki Ando · Japão                                        |
| Turim 2010 (detalhes)                  | Mao Asada · Japão                                        | Kim Yu-Na · Coreia do Sul                                | Laura Lepistö · Finlândia                                |
| Moscou 2011 (detalhes)                 | Miki Ando · Japão                                        | Kim Yu-Na · Coreia do Sul                                | Carolina Kostner · Itália                                |
| Nice 2012 (detalhes)                   | Carolina Kostner · Itália                                | Alena Leonova · Rússia                                   | Akiko Suzuki · Japão                                     |
| London 2013 (detalhes)                 | Kim Yu-Na · Coreia do Sul                                | Carolina Kostner · Itália                                | Mao Asada · Japão                                        |
| Saitama 2014 (detalhes)                | Mao Asada · Japão                                        | Yulia Lipnitskaya · Rússia                               | Carolina Kostner · Itália                                |
| Xangai 2015 (detalhes)                 | Elizaveta Tuktamysheva · Rússia                          | Satoko Miyahara · Japão                                  | Elena Radionova · Rússia                                 |
| Boston 2016 (detalhes)                 | Evgenia Medvedeva · Rússia                               | Ashley Wagner · Estados Unidos                           | Anna Pogorilaya · Rússia                                 |
| Helsinque 2017 (detalhes)              | Evgenia Medvedeva · Rússia                               | Kaetlyn Osmond · Canadá                                  | Gabrielle Daleman · Canadá                               |
| Milão 2018 (detalhes)                  | Kaetlyn Osmond · Canadá                                  | Wakaba Higuchi · Japão                                   | Satoko Miyahara · Japão                                  |
| Saitama 2019 (detalhes)                | Alina Zagitova · Rússia                                  | Elizabet Tursynbaeva · Cazaquistão                       | Evgenia Medvedeva · Rússia                               |
| Montreal 2020                          | Cancelado devido à pandemia de COVID-19                  | Cancelado devido à pandemia de COVID-19                  | Cancelado devido à pandemia de COVID-19                  |
| Estocolmo 2021 (detalhes)              | Anna Shcherbakova · Rússia                               | Elizaveta Tuktamysheva · Rússia                          | Alexandra Trusova · Rússia                               |

### Duplas
| Evento                                 | Ouro                                                     | Prata                                                     | Bronze                                                        |
| São Petersburgo 1908 (detalhes)        | Anna Hübler · Heinrich Burger · Alemanha                 | Phyllis Johnson · James H. Johnson · Reino Unido          | Lidia Popova · Alexander Fischer · Rússia                     |
| Estocolmo 1909 (detalhes)              | Phyllis Johnson · James H. Johnson · Reino Unido         | Valborg Lindahl · Nils Rosenius · Suécia                  | Gertrud Ström · Richard Johansson · Suécia                    |
| Berlim 1910 (detalhes)                 | Anna Hübler · Heinrich Burger · Alemanha                 | Ludowika Eilers · Walter Jakobsson · Alemanha / Finlândia | Phyllis Johnson · James H. Johnson · Reino Unido              |
| Viena 1911 (detalhes)                  | Ludowika Jakobsson-Eilers · Walter Jakobsson · Finlândia | nenhum outro competidor                                   | nenhum outro competidor                                       |
| Manchester 1912 (detalhes)             | Phyllis Johnson · James H. Johnson · Reino Unido         | Ludowika Jakobsson-Eilers · Walter Jakobsson · Finlândia  | Alexia Schøien · Yngvar Bryn · Noruega                        |
| Estocolmo 1913 (detalhes)              | Helene Engelmann · Karl Mejstrik · Áustria               | Ludowika Jakobsson-Eilers · Walter Jakobsson · Finlândia  | Christa von Szabó · Leo Horwitz · Áustria                     |
| St. Moritz 1914 (detalhes)             | Ludowika Jakobsson-Eilers · Walter Jakobsson · Finlândia | Helene Engelmann · Karl Mejstrik · Áustria                | Christa von Szabó · Leo Horwitz · Áustria                     |
| 1915—1921                              | Cancelado devido a Primeira Guerra Mundial               | Cancelado devido a Primeira Guerra Mundial                | Cancelado devido a Primeira Guerra Mundial                    |
| Davos 1922 (detalhes)                  | Helene Engelmann · Alfred Berger · Áustria               | Ludowika Jakobsson-Eilers · Walter Jakobsson · Finlândia  | Margaret Metzner · Paul Metzner · Alemanha                    |
| Oslo 1923 (detalhes)                   | Ludowika Jakobsson-Eilers · Walter Jakobsson · Finlândia | Alexia Bryn-Schøien · Yngvar Bryn · Noruega               | Elna Henrikson · Kaj af Ekström · Suécia                      |
| Manchester 1924 (detalhes)             | Helene Engelmann · Alfred Berger · Áustria               | Ethel Muckelt · John F. Page · Reino Unido                | Elna Henrikson · Kaj af Ekström · Suécia                      |
| Viena 1925 (detalhes)                  | Herma Szabo · Ludwig Wrede · Áustria                     | Andreé Joly-Brunet · Pierre Brunet · França               | Lilly Scholz · Otto Kaiser · Áustria                          |
| Berlim 1926 (detalhes)                 | Andreé Joly-Brunet · Pierre Brunet · França              | Lilly Scholz · Otto Kaiser · Áustria                      | Herma Szabo · Ludwig Wrede · Áustria                          |
| Viena 1927 (detalhes)                  | Herma Szabo · Ludwig Wrede · Áustria                     | Lilly Scholz · Otto Kaiser · Áustria                      | Else Hoppe · Oscar Hoppe · Tchecoslováquia                    |
| Londres 1928 (detalhes)                | Andreé Joly-Brunet · Pierre Brunet · França              | Lilly Scholz · Otto Kaiser · Áustria                      | Melitta Brunner · Ludwig Wrede · Áustria                      |
| Budapeste 1929 (detalhes)              | Lilly Scholz · Otto Kaiser · Áustria                     | Melitta Brunner · Ludwig Wrede · Áustria                  | Olga Orgonista · Sándor Szalay · Hungria                      |
| Nova Iorque 1930 (detalhes)            | Andreé Joly-Brunet · Pierre Brunet · França              | Melitta Brunner · Ludwig Wrede · Áustria                  | Beatrix Loughran · Sherwin Badger · Estados Unidos            |
| Berlim 1931 (detalhes)                 | Emília Rotter · László Szollás · Hungria                 | Olga Orgonista · Sándor Szalay · Hungria                  | Idi Papez · Karl Zwack · Áustria                              |
| Montreal 1932 (detalhes)               | Andreé Joly-Brunet · Pierre Brunet · França              | Emília Rotter · László Szollás · Hungria                  | Beatrix Loughran · Sherwin Badger · Estados Unidos            |
| Estocolmo 1933 (detalhes)              | Emília Rotter · László Szollás · Hungria                 | Idi Papez · Karl Zwack · Áustria                          | Randi Bakke-Gjertsen · Christen Christensen · Noruega         |
| Helsinque 1934 (detalhes)              | Emília Rotter · László Szollás · Hungria                 | Idi Papez · Karl Zwack · Áustria                          | Maxi Herber · Ernst Baier · Alemanha                          |
| Budapeste 1935 (detalhes)              | Emília Rotter · László Szollás · Hungria                 | Ilse Pausin · Erich Pausin · Áustria                      | Lucy Gallo · Rezso Dillinger · Hungria                        |
| Paris 1936 (detalhes)                  | Maxi Herber · Ernst Baier · Alemanha                     | Ilse Pausin · Erich Pausin · Áustria                      | Violet Cliff · Leslie Cliff · Reino Unido                     |
| Viena 1937 (detalhes)                  | Maxi Herber · Ernst Baier · Alemanha                     | Ilse Pausin · Erich Pausin · Áustria                      | Violet Cliff · Leslie Cliff · Reino Unido                     |
| Berlim 1938 (detalhes)                 | Maxi Herber · Ernst Baier · Alemanha                     | Ilse Pausin · Erich Pausin · Áustria                      | Inge Koch · Gunther Noack · Alemanha                          |
| Budapeste 1939 (detalhes)              | Maxi Herber · Ernst Baier · Alemanha                     | Ilse Pausin · Erich Pausin · Alemanha                     | Inge Koch · Gunther Noack · Alemanha                          |
| 1940—1946                              | Cancelado devido a Segunda Guerra Mundial                | Cancelado devido a Segunda Guerra Mundial                 | Cancelado devido a Segunda Guerra Mundial                     |
| Estocolmo 1947 (detalhes)              | Micheline Lannoy · Pierre Baugniet · Bélgica             | Karol Kennedy · Peter Kennedy · Estados Unidos            | Suzanne Diskeuve · Edmond Verbustel · Bélgica                 |
| Davos 1948 (detalhes)                  | Micheline Lannoy · Pierre Baugniet · Bélgica             | Andrea Kékesy · Ede Király · Hungria                      | Suzanne Morrow · Wallace Diestelmeyer · Canadá                |
| Paris 1949 (detalhes)                  | Andrea Kékesy · Ede Király · Hungria                     | Karol Kennedy · Peter Kennedy · Estados Unidos            | Anne Davies · Carleton Hoffner · Estados Unidos               |
| Londres 1950 (detalhes)                | Karol Kennedy · Peter Kennedy · Estados Unidos           | Jennifer Nicks · John Nicks · Reino Unido                 | Marianna Nagy · László Nagy · Hungria                         |
| Milão 1951 (detalhes)                  | Ria Baran · Paul Falk · Alemanha Ocidental               | Karol Kennedy · Peter Kennedy · Estados Unidos            | Jennifer Nicks · John Nicks · Reino Unido                     |
| Paris 1952 (detalhes)                  | Ria Baran · Paul Falk · Alemanha Ocidental               | Karol Kennedy · Peter Kennedy · Estados Unidos            | Jennifer Nicks · John Nicks · Reino Unido                     |
| Davos 1953 (detalhes)                  | Jennifer Nicks · John Nicks · Reino Unido                | Frances Dafoe · Norris Bowden · Canadá                    | Marianna Nagy · László Nagy · Hungria                         |
| Oslo 1954 (detalhes)                   | Frances Dafoe · Norris Bowden · Canadá                   | Silvia Grandjean · Michel Grandjean · Suíça               | Sissy Schwarz · Kurt Oppelt · Áustria                         |
| Viena 1955 (detalhes)                  | Frances Dafoe · Norris Bowden · Canadá                   | Sissy Schwarz · Kurt Oppelt · Áustria                     | Marianna Nagy · László Nagy · Hungria                         |
| Garmisch-Partenkirchen 1956 (detalhes) | Sissy Schwarz · Kurt Oppelt · Áustria                    | Frances Dafoe · Norris Bowden · Canadá                    | Marika Kilius · Franz Ningel · Alemanha Ocidental             |
| Colorado Springs 1957 (detalhes)       | Barbara Wagner · Robert Paul · Canadá                    | Marika Kilius · Franz Ningel · Alemanha Ocidental         | Maria Jelinek · Otto Jelinek · Canadá                         |
| Paris 1958 (detalhes)                  | Barbara Wagner · Robert Paul · Canadá                    | Věra Suchánková · Zdeněk Doležal · Tchecoslováquia        | Maria Jelinek · Otto Jelinek · Canadá                         |
| Colorado Springs 1959 (detalhes)       | Barbara Wagner · Robert Paul · Canadá                    | Marika Kilius · Hans-Jürgen Bäumler · Alemanha Ocidental  | Nancy Ludington · Ronald Ludington · Estados Unidos           |
| Vancouver 1960 (detalhes)              | Barbara Wagner · Robert Paul · Canadá                    | Maria Jelinek · Otto Jelinek · Canadá                     | Marika Kilius · Hans-Jürgen Bäumler · Alemanha Ocidental      |
| Praga 1961                             | Evento cancelado devido ao acidente com o voo Sabena 548 | Evento cancelado devido ao acidente com o voo Sabena 548  | Evento cancelado devido ao acidente com o voo Sabena 548      |
| Praga 1962 (detalhes)                  | Maria Jelinek · Otto Jelinek · Canadá                    | Liudmila Belousova · Oleg Protopopov · União Soviética    | Margret Göbl · Franz Ningel · Alemanha Ocidental              |
| Cortina d'Ampezzo 1963 (detalhes)      | Marika Kilius · Hans-Jürgen Bäumler · Alemanha Ocidental | Liudmila Belousova · Oleg Protopopov · União Soviética    | Tatiana Zhuk · Aleksandr Gavrilov · União Soviética           |
| Dortmund 1964 (detalhes)               | Marika Kilius · Hans-Jürgen Bäumler · Alemanha Ocidental | Liudmila Belousova · Oleg Protopopov · União Soviética    | Debbi Wilkes · Guy Revell · Canadá                            |
| Colorado Springs 1965 (detalhes)       | Liudmila Belousova · Oleg Protopopov · União Soviética   | Vivian Joseph · Ronald Joseph · Estados Unidos            | Tatiana Zhuk · Alexander Gorelik · União Soviética            |
| Davos 1966 (detalhes)                  | Liudmila Belousova · Oleg Protopopov · União Soviética   | Tatiana Zhuk · Alexander Gorelik · União Soviética        | Cynthia Kauffman · Ronald Kauffman · Estados Unidos           |
| Viena 1967 (detalhes)                  | Liudmila Belousova · Oleg Protopopov · União Soviética   | Margot Glockshuber · Wolfgang Danne · Alemanha Ocidental  | Cynthia Kauffman · Ronald Kauffman · Estados Unidos           |
| Genebra 1968 (detalhes)                | Liudmila Belousova · Oleg Protopopov · União Soviética   | Tatiana Zhuk · Alexander Gorelik · União Soviética        | Cynthia Kauffman · Ronald Kauffman · Estados Unidos           |
| Colorado Springs 1969 (detalhes)       | Irina Rodnina · Alexei Ulanov · União Soviética          | Tamara Moskvina · Alexei Mishin · União Soviética         | Liudmila Belousova · Oleg Protopopov · União Soviética        |
| Liubliana 1970 (detalhes)              | Irina Rodnina · Alexei Ulanov · União Soviética          | Liudmila Smirnova · Andrei Suraikin · União Soviética     | Heidemarie Steiner · Heinz-Ulrich Walther · Alemanha Oriental |
| Lyon 1971 (detalhes)                   | Irina Rodnina · Alexei Ulanov · União Soviética          | Liudmila Smirnova · Andrei Suraikin · União Soviética     | JoJo Starbuck · Kenneth Shelley · Estados Unidos              |
| Calgary 1972 (detalhes)                | Irina Rodnina · Alexei Ulanov · União Soviética          | Liudmila Smirnova · Andrei Suraikin · União Soviética     | JoJo Starbuck · Kenneth Shelley · Estados Unidos              |
| Bratislava 1973 (detalhes)             | Irina Rodnina · Alexander Zaitsev · União Soviética      | Liudmila Smirnova · Alexei Ulanov · União Soviética       | Manuela Groß · Uwe Kagelmann · Alemanha Oriental              |
| Munique 1974 (detalhes)                | Irina Rodnina · Alexander Zaitsev · União Soviética      | Liudmila Smirnova · Alexei Ulanov · União Soviética       | Romy Kermer · Rolf Österreich · Alemanha Oriental             |
| Colorado Springs 1975 (detalhes)       | Irina Rodnina · Alexander Zaitsev · União Soviética      | Romy Kermer · Rolf Österreich · Alemanha Oriental         | Manuela Groß · Uwe Kagelmann · Alemanha Oriental              |
| Gotemburgo 1976 (detalhes)             | Irina Rodnina · Alexander Zaitsev · União Soviética      | Romy Kermer · Rolf Österreich · Alemanha Oriental         | Irina Vorobieva · Alexander Vlasov · União Soviética          |
| Tóquio 1977 (detalhes)                 | Irina Rodnina · Alexander Zaitsev · União Soviética      | Irina Vorobieva · Alexander Vlasov · União Soviética      | Tai Babilonia · Randy Gardner · Estados Unidos                |
| Ottawa 1978 (detalhes)                 | Irina Rodnina · Alexander Zaitsev · União Soviética      | Manuela Mager · Uwe Bewersdorf · Alemanha Oriental        | Tai Babilonia · Randy Gardner · Estados Unidos                |
| Viena 1979 (detalhes)                  | Tai Babilonia · Randy Gardner · Estados Unidos           | Marina Cherkasova · Sergei Shakhrai · União Soviética     | Sabine Baeß · Tassilo Thierbach · Alemanha Oriental           |
| Dortmund 1980 (detalhes)               | Marina Cherkasova · Sergei Shakhrai · União Soviética    | Manuela Mager · Uwe Bewersdorf · Alemanha Oriental        | Marina Pestova · Stanislav Leonovich · União Soviética        |
| Hartford 1981 (detalhes)               | Irina Vorobieva · Igor Lisovski · União Soviética        | Sabine Baeß · Tassilo Thierbach · Alemanha Oriental       | Christina Riegel · Andreas Nischwitz · Alemanha Ocidental     |
| Copenhagen 1982 (detalhes)             | Sabine Baeß · Tassilo Thierbach · Alemanha Oriental      | Marina Pestova · Stanislav Leonovich · União Soviética    | Caitlin Carruthers · Peter Carruthers · Estados Unidos        |
| Helsinque 1983 (detalhes)              | Elena Valova · Oleg Vasiliev · União Soviética           | Sabine Baeß · Tassilo Thierbach · Alemanha Oriental       | Barbara Underhill · Paul Martini · Canadá                     |
| Ottawa 1984 (detalhes)                 | Barbara Underhill · Paul Martini · Canadá                | Elena Valova · Oleg Vasiliev · União Soviética            | Sabine Baeß · Tassilo Thierbach · Alemanha Oriental           |
| Tóquio 1985 (detalhes)                 | Elena Valova · Oleg Vasiliev · União Soviética           | Larisa Selezneva · Oleg Makarov · União Soviética         | Katherina Matousek · Lloyd Eisler · Canadá                    |
| Genebra 1986 (detalhes)                | Ekaterina Gordeeva · Sergei Grinkov · União Soviética    | Elena Valova · Oleg Vasiliev · União Soviética            | Cynthia Coull · Mark Rowsom · Canadá                          |
| Cincinnati 1987 (detalhes)             | Ekaterina Gordeeva · Sergei Grinkov · União Soviética    | Elena Valova · Oleg Vasiliev · União Soviética            | Jill Watson · Peter Oppegard · Estados Unidos                 |
| Budapeste 1988 (detalhes)              | Elena Valova · Oleg Vasiliev · União Soviética           | Ekaterina Gordeeva · Sergei Grinkov · União Soviética     | Larisa Selezneva · Oleg Makarov · União Soviética             |
| Paris 1989 (detalhes)                  | Ekaterina Gordeeva · Sergei Grinkov · União Soviética    | Cindy Landry · Lyndon Johnston · Canadá                   | Elena Bechke · Denis Petrov · União Soviética                 |
| Halifax 1990 (detalhes)                | Ekaterina Gordeeva · Sergei Grinkov · União Soviética    | Isabelle Brasseur · Lloyd Eisler · Canadá                 | Natalia Mishkutenok · Artur Dmitriev · União Soviética        |
| Munique 1991 (detalhes)                | Natalia Mishkutenok · Artur Dmitriev · União Soviética   | Isabelle Brasseur · Lloyd Eisler · Canadá                 | Natasha Kuchiki · Todd Sand · Estados Unidos                  |
| Oakland 1992 (detalhes)                | Natalia Mishkutenok · Artur Dmitriev · CEI               | Radka Kovaříková · René Novotný · Tchecoslováquia         | Isabelle Brasseur · Lloyd Eisler · Canadá                     |
| Praga 1993 (detalhes)                  | Isabelle Brasseur · Lloyd Eisler · Canadá                | Mandy Wötzel · Ingo Steuer · Alemanha                     | Evgenia Shishkova · Vadim Naumov · Rússia                     |
| Chiba 1994 (detalhes)                  | Evgenia Shishkova · Vadim Naumov · Rússia                | Isabelle Brasseur · Lloyd Eisler · Canadá                 | Marina Eltsova · Andrei Bushkov · Rússia                      |
| Birmingham 1995 (detalhes)             | Radka Kovaříková · René Novotný · República Tcheca       | Evgenia Shishkova · Vadim Naumov · Rússia                 | Jenni Meno · Todd Sand · Estados Unidos                       |
| Edmonton 1996 (detalhes)               | Marina Eltsova · Andrei Bushkov · Rússia                 | Mandy Wötzel · Ingo Steuer · Alemanha                     | Jenni Meno · Todd Sand · Estados Unidos                       |
| Lausana 1997 (detalhes)                | Mandy Wötzel · Ingo Steuer · Alemanha                    | Marina Eltsova · Andrei Bushkov · Rússia                  | Oksana Kazakova · Artur Dmitriev · Rússia                     |
| Minneapolis 1998 (detalhes)            | Elena Berezhnaya · Anton Sikharulidze · Rússia           | Jenni Meno · Todd Sand · Estados Unidos                   | Peggy Schwarz · Mirko Müller · Alemanha                       |
| Helsinque 1999 (detalhes)              | Elena Berezhnaya · Anton Sikharulidze · Rússia           | Shen Xue · Zhao Hongbo · China                            | Dorota Zagórska · Mariusz Siudek · Polónia                    |
| Nice 2000 (detalhes)                   | Maria Petrova · Alexei Tikhonov · Rússia                 | Shen Xue · Zhao Hongbo · China                            | Sarah Abitbol · Stéphane Bernadis · França                    |
| Vancouver 2001 (detalhes)              | Jamie Salé · David Pelletier · Canadá                    | Elena Berezhnaya · Anton Sikharulidze · Rússia            | Shen Xue · Zhao Hongbo · China                                |
| Nagano 2002 (detalhes)                 | Shen Xue · Zhao Hongbo · China                           | Tatiana Totmianina · Maxim Marinin · Rússia               | Kyoko Ina · John Zimmerman · Estados Unidos                   |
| Washington 2003 (detalhes)             | Shen Xue · Zhao Hongbo · China                           | Tatiana Totmianina · Maxim Marinin · Rússia               | Maria Petrova · Alexei Tikhonov · Rússia                      |
| Dortmund 2004 (detalhes)               | Tatiana Totmianina · Maxim Marinin · Rússia              | Shen Xue · Zhao Hongbo · China                            | Pang Qing · Tong Jian · China                                 |
| Moscou 2005 (detalhes)                 | Tatiana Totmianina · Maxim Marinin · Rússia              | Maria Petrova · Alexei Tikhonov · Rússia                  | Zhang Dan · Zhang Hao · China                                 |
| Calgary 2006 (detalhes)                | Pang Qing · Tong Jian · China                            | Zhang Dan · Zhang Hao · China                             | Maria Petrova · Alexei Tikhonov · Rússia                      |
| Tóquio 2007 (detalhes)                 | Shen Xue · Zhao Hongbo · China                           | Pang Qing · Tong Jian · China                             | Aliona Savchenko · Robin Szolkowy · Alemanha                  |
| Gotemburgo 2008 (detalhes)             | Aliona Savchenko · Robin Szolkowy · Alemanha             | Zhang Dan · Zhang Hao · China                             | Jessica Dubé · Bryce Davison · Canadá                         |
| Los Angeles 2009 (detalhes)            | Aliona Savchenko · Robin Szolkowy · Alemanha             | Zhang Dan · Zhang Hao · China                             | Yuko Kavaguti · Alexander Smirnov · Rússia                    |
| Turim 2010 (detalhes)                  | Pang Qing · Tong Jian · China                            | Aliona Savchenko · Robin Szolkowy · Alemanha              | Yuko Kavaguti · Alexander Smirnov · Rússia                    |
| Moscou 2011 (detalhes)                 | Aliona Savchenko · Robin Szolkowy · Alemanha             | Tatiana Volosozhar · Maxim Trankov · Rússia               | Pang Qing · Tong Jian · China                                 |
| Nice 2012 (detalhes)                   | Aliona Savchenko · Robin Szolkowy · Alemanha             | Tatiana Volosozhar · Maxim Trankov · Rússia               | Narumi Takahashi · Mervin Tran · Japão                        |
| London 2013 (detalhes)                 | Tatiana Volosozhar · Maxim Trankov · Rússia              | Aliona Savchenko · Robin Szolkowy · Alemanha              | Meagan Duhamel · Eric Radford · Canadá                        |
| Saitama 2014 (detalhes)                | Aliona Savchenko · Robin Szolkowy · Alemanha             | Ksenia Stolbova · Fedor Klimov · Rússia                   | Meagan Duhamel · Eric Radford · Canadá                        |
| Xangai 2015 (detalhes)                 | Meagan Duhamel · Eric Radford · Canadá                   | Sui Wenjing · Han Cong · China                            | Pang Qing · Tong Jian · China                                 |
| Boston 2016 (detalhes)                 | Meagan Duhamel · Eric Radford · Canadá                   | Sui Wenjing · Han Cong · China                            | Aliona Savchenko · Bruno Massot · Alemanha                    |
| Helsinque 2017 (detalhes)              | Sui Wenjing · Han Cong · China                           | Aliona Savchenko · Bruno Massot · Alemanha                | Evgenia Tarasova · Vladimir Morozov · Rússia                  |
| Milão 2018 (detalhes)                  | Aliona Savchenko · Bruno Massot · Alemanha               | Evgenia Tarasova · Vladimir Morozov · Rússia              | Vanessa James · Morgan Ciprès · França                        |

### Dança no gelo
| Evento                                 | Ouro                                                      | Prata                                                     | Bronze                                                   |
| Paris 1952 (detalhes)                  | Jean Westwood · Lawrence Demmy · Reino Unido              | Joan Dewhirst · John Slater · Reino Unido                 | Carol Ann Peters · Daniel Ryan · Estados Unidos          |
| Davos 1953 (detalhes)                  | Jean Westwood · Lawrence Demmy · Reino Unido              | Joan Dewhirst · John Slater · Reino Unido                 | Carol Ann Peters · Daniel Ryan · Estados Unidos          |
| Oslo 1954 (detalhes)                   | Jean Westwood · Lawrence Demmy · Reino Unido              | Nesta Davies · Paul Thomas · Reino Unido                  | Carmel Bodel · Edward Bodel · Estados Unidos             |
| Viena 1955 (detalhes)                  | Jean Westwood · Lawrence Demmy · Reino Unido              | Pamela Weight · Paul Thomas · Reino Unido                 | Barbara Radford · Raymond Lockwood · Reino Unido         |
| Garmisch-Partenkirchen 1956 (detalhes) | Pamela Weight · Paul Thomas · Reino Unido                 | June Markham · Courtney Jones · Reino Unido               | Barbara Thompson · Gerard Rigby · Reino Unido            |
| Colorado Springs 1957 (detalhes)       | June Markham · Courtney Jones · Reino Unido               | Geraldine Fenton · William McLachlan · Canadá             | Sharon McKenzie · Bert Wright · Estados Unidos           |
| Paris 1958 (detalhes)                  | June Markham · Courtney Jones · Reino Unido               | Geraldine Fenton · William McLachlan · Canadá             | Andree Anderson · Donald Jacoby · Estados Unidos         |
| Colorado Springs 1959 (detalhes)       | Doreen Denny · Courtney Jones · Reino Unido               | Andree Anderson · Donald Jacoby · Estados Unidos          | Geraldine Fenton · William McLachlan · Canadá            |
| Vancouver 1960 (detalhes)              | Doreen Denny · Courtney Jones · Reino Unido               | Virginia Thompson · William McLachlan · Canadá            | Christiane Guhel · Jean Paul Guhel · França              |
| Praga 1961                             | Evento cancelado devido ao acidente com o voo Sabena 548  | Evento cancelado devido ao acidente com o voo Sabena 548  | Evento cancelado devido ao acidente com o voo Sabena 548 |
| Praga 1962 (detalhes)                  | Eva Romanová · Pavel Roman · Tchecoslováquia              | Christiane Guhel · Jean Paul Guhel · França               | Virginia Thompson · William McLachlan · Canadá           |
| Cortina d'Ampezzo 1963 (detalhes)      | Eva Romanová · Pavel Roman · Tchecoslováquia              | Linda Shearman · Michael Phillips · Reino Unido           | Paulette Doan · Kenneth Ormsby · Canadá                  |
| Dortmund 1964 (detalhes)               | Eva Romanová · Pavel Roman · Tchecoslováquia              | Paulette Doan · Kenneth Ormsby · Canadá                   | Janet Sawbridge · David Hickinbottom · Reino Unido       |
| Colorado Springs 1965 (detalhes)       | Eva Romanová · Pavel Roman · Tchecoslováquia              | Janet Sawbridge · David Hickinbottom · Reino Unido        | Lorna Dyer · John Carrell · Estados Unidos               |
| Davos 1966 (detalhes)                  | Diane Towler · Bernard Ford · Reino Unido                 | Kristin Fortune · Dennis Sveum · Estados Unidos           | Lorna Dyer · John Carrell · Estados Unidos               |
| Viena 1967 (detalhes)                  | Diane Towler · Bernard Ford · Reino Unido                 | Lorna Dyer · John Carrell · Estados Unidos                | Yvonne Suddick · Malcolm Cannon · Reino Unido            |
| Genebra 1968 (detalhes)                | Diane Towler · Bernard Ford · Reino Unido                 | Yvonne Suddick · Malcolm Cannon · Reino Unido             | Janet Sawbridge · Jon Lane · Reino Unido                 |
| Colorado Springs 1969 (detalhes)       | Diane Towler · Bernard Ford · Reino Unido                 | Liudmila Pakhomova · Alexander Gorshkov · União Soviética | Judy Schwomeyer · James Sladky · Estados Unidos          |
| Liubliana 1970 (detalhes)              | Liudmila Pakhomova · Alexander Gorshkov · União Soviética | Judy Schwomeyer · James Sladky · Estados Unidos           | Angelika Buck · Erich Buck · Alemanha Ocidental          |
| Lyon 1971 (detalhes)                   | Liudmila Pakhomova · Alexander Gorshkov · União Soviética | Angelika Buck · Erich Buck · Alemanha Ocidental           | Judy Schwomeyer · James Sladky · Estados Unidos          |
| Calgary 1972 (detalhes)                | Liudmila Pakhomova · Alexander Gorshkov · União Soviética | Angelika Buck · Erich Buck · Alemanha Ocidental           | Judy Schwomeyer · James Sladky · Estados Unidos          |
| Bratislava 1973 (detalhes)             | Liudmila Pakhomova · Alexander Gorshkov · União Soviética | Angelika Buck · Erich Buck · Alemanha Ocidental           | Hilary Green · Glyn Watts · Reino Unido                  |
| Munique 1974 (detalhes)                | Liudmila Pakhomova · Alexander Gorshkov · União Soviética | Hilary Green · Glyn Watts · Reino Unido                   | Natalia Linichuk · Gennadi Karponosov · União Soviética  |
| Colorado Springs 1975 (detalhes)       | Irina Moiseeva · Andrei Minenkov · União Soviética        | Colleen O'Connor · James Millns · Estados Unidos          | Hilary Green · Glyn Watts · Reino Unido                  |
| Gotemburgo 1976 (detalhes)             | Liudmila Pakhomova · Alexander Gorshkov · União Soviética | Irina Moiseeva · Andrei Minenkov · União Soviética        | Colleen O'Connor · James Millns · Estados Unidos         |
| Tóquio 1977 (detalhes)                 | Irina Moiseeva · Andrei Minenkov · União Soviética        | Janet Thompson · Warren Maxwell · Reino Unido             | Natalia Linichuk · Gennadi Karponosov · União Soviética  |
| Ottawa 1978 (detalhes)                 | Natalia Linichuk · Gennadi Karponosov · União Soviética   | Irina Moiseeva · Andrei Minenkov · União Soviética        | Krisztina Regőczy · András Sallay · Hungria              |
| Viena 1979 (detalhes)                  | Natalia Linichuk · Gennadi Karponosov · União Soviética   | Krisztina Regőczy · András Sallay · Hungria               | Irina Moiseeva · Andrei Minenkov · União Soviética       |
| Dortmund 1980 (detalhes)               | Krisztina Regőczy · András Sallay · Hungria               | Natalia Linichuk · Gennadi Karponosov · União Soviética   | Irina Moiseeva · Andrei Minenkov · União Soviética       |
| Hartford 1981 (detalhes)               | Jayne Torvill · Christopher Dean · Reino Unido            | Irina Moiseeva · Andrei Minenkov · União Soviética        | Natalia Bestemianova · Andrei Bukin · União Soviética    |
| Copenhagen 1982 (detalhes)             | Jayne Torvill · Christopher Dean · Reino Unido            | Natalia Bestemianova · Andrei Bukin · União Soviética     | Irina Moiseeva · Andrei Minenkov · União Soviética       |
| Helsinque 1983 (detalhes)              | Jayne Torvill · Christopher Dean · Reino Unido            | Natalia Bestemianova · Andrei Bukin · União Soviética     | Judy Blumberg · Michael Seibert · Estados Unidos         |
| Ottawa 1984 (detalhes)                 | Jayne Torvill · Christopher Dean · Reino Unido            | Natalia Bestemianova · Andrei Bukin · União Soviética     | Judy Blumberg · Michael Seibert · Estados Unidos         |
| Tóquio 1985 (detalhes)                 | Natalia Bestemianova · Andrei Bukin · União Soviética     | Marina Klimova · Sergei Ponomarenko · União Soviética     | Judy Blumberg · Michael Seibert · Estados Unidos         |
| Genebra 1986 (detalhes)                | Natalia Bestemianova · Andrei Bukin · União Soviética     | Marina Klimova · Sergei Ponomarenko · União Soviética     | Tracy Wilson · Robert McCall · Canadá                    |
| Cincinnati 1987 (detalhes)             | Natalia Bestemianova · Andrei Bukin · União Soviética     | Marina Klimova · Sergei Ponomarenko · União Soviética     | Tracy Wilson · Robert McCall · Canadá                    |
| Budapeste 1988 (detalhes)              | Natalia Bestemianova · Andrei Bukin · União Soviética     | Marina Klimova · Sergei Ponomarenko · União Soviética     | Tracy Wilson · Robert McCall · Canadá                    |
| Paris 1989 (detalhes)                  | Marina Klimova · Sergei Ponomarenko · União Soviética     | Maya Usova · Alexander Zhulin · União Soviética           | Isabelle Duchesnay · Paul Duchesnay · França             |
| Halifax 1990 (detalhes)                | Marina Klimova · Sergei Ponomarenko · União Soviética     | Isabelle Duchesnay · Paul Duchesnay · França              | Maya Usova · Alexander Zhulin · União Soviética          |
| Munique 1991 (detalhes)                | Isabelle Duchesnay · Paul Duchesnay · França              | Marina Klimova · Sergei Ponomarenko · União Soviética     | Maya Usova · Alexander Zhulin · União Soviética          |
| Oakland 1992 (detalhes)                | Marina Klimova · Sergei Ponomarenko · CEI                 | Maya Usova · Alexander Zhulin · CEI                       | Pasha Grishuk · Evgeni Platov · CEI                      |
| Praga 1993 (detalhes)                  | Maya Usova · Alexander Zhulin · Rússia                    | Pasha Grishuk · Evgeni Platov · Rússia                    | Anjelika Krylova · Vladimir Fedorov · Rússia             |
| Chiba 1994 (detalhes)                  | Pasha Grishuk · Evgeni Platov · Rússia                    | Sophie Moniotte · Pascal Lavanchy · França                | Susanna Rahkamo · Petri Kokko · Finlândia                |
| Birmingham 1995 (detalhes)             | Pasha Grishuk · Evgeni Platov · Rússia                    | Susanna Rahkamo · Petri Kokko · Finlândia                 | Sophie Moniotte · Pascal Lavanchy · França               |
| Edmonton 1996 (detalhes)               | Pasha Grishuk · Evgeni Platov · Rússia                    | Anjelika Krylova · Oleg Ovsyannikov · Rússia              | Shae-Lynn Bourne · Victor Kraatz · Canadá                |
| Lausana 1997 (detalhes)                | Pasha Grishuk · Evgeni Platov · Rússia                    | Anjelika Krylova · Oleg Ovsyannikov · Rússia              | Shae-Lynn Bourne · Victor Kraatz · Canadá                |
| Minneapolis 1998 (detalhes)            | Anjelika Krylova · Oleg Ovsyannikov · Rússia              | Marina Anissina · Gwendal Peizerat · França               | Shae-Lynn Bourne · Victor Kraatz · Canadá                |
| Helsinque 1999 (detalhes)              | Anjelika Krylova · Oleg Ovsyannikov · Rússia              | Marina Anissina · Gwendal Peizerat · França               | Shae-Lynn Bourne · Victor Kraatz · Canadá                |
| Nice 2000 (detalhes)                   | Marina Anissina · Gwendal Peizerat · França               | Barbara Fusar-Poli · Maurizio Margaglio · Itália          | Margarita Drobiazko · Povilas Vanagas · Lituânia         |
| Vancouver 2001 (detalhes)              | Barbara Fusar-Poli · Maurizio Margaglio · Itália          | Marina Anissina · Gwendal Peizerat · França               | Irina Lobacheva · Ilia Averbukh · Rússia                 |
| Nagano 2002 (detalhes)                 | Irina Lobacheva · Ilia Averbukh · Rússia                  | Shae-Lynn Bourne · Victor Kraatz · Canadá                 | Galit Chait · Sergei Sakhnovski · Israel                 |
| Washington 2003 (detalhes)             | Shae-Lynn Bourne · Victor Kraatz · Canadá                 | Irina Lobacheva · Ilia Averbukh · Rússia                  | Albena Denkova · Maxim Staviski · Bulgária               |
| Dortmund 2004 (detalhes)               | Tatiana Navka · Roman Kostomarov · Rússia                 | Albena Denkova · Maxim Staviski · Bulgária                | Kati Winkler · René Lohse · Alemanha                     |
| Moscou 2005 (detalhes)                 | Tatiana Navka · Roman Kostomarov · Rússia                 | Tanith Belbin · Benjamin Agosto · Estados Unidos          | Elena Grushina · Ruslan Goncharov · Ucrânia              |
| Calgary 2006 (detalhes)                | Albena Denkova · Maxim Staviski · Bulgária                | Marie-France Dubreuil · Patrice Lauzon · Canadá           | Tanith Belbin · Benjamin Agosto · Estados Unidos         |
| Tóquio 2007 (detalhes)                 | Albena Denkova · Maxim Staviski · Bulgária                | Marie-France Dubreuil · Patrice Lauzon · Canadá           | Tanith Belbin · Benjamin Agosto · Estados Unidos         |
| Gotemburgo 2008 (detalhes)             | Isabelle Delobel · Olivier Schoenfelder · França          | Tessa Virtue · Scott Moir · Canadá                        | Jana Khokhlova · Sergei Novitski · Rússia                |
| Los Angeles 2009 (detalhes)            | Oksana Domnina · Maxim Shabalin · Rússia                  | Tanith Belbin · Benjamin Agosto · Estados Unidos          | Tessa Virtue · Scott Moir · Canadá                       |
| Turim 2010 (detalhes)                  | Tessa Virtue · Scott Moir · Canadá                        | Meryl Davis · Charlie White · Estados Unidos              | Federica Faiella · Massimo Scali · Itália                |
| Moscou 2011 (detalhes)                 | Meryl Davis · Charlie White · Estados Unidos              | Tessa Virtue · Scott Moir · Canadá                        | Maia Shibutani · Alex Shibutani · Estados Unidos         |
| Nice 2012 (detalhes)                   | Tessa Virtue · Scott Moir · Canadá                        | Meryl Davis · Charlie White · Estados Unidos              | Nathalie Péchalat · Fabian Bourzat · França              |
| London 2013 (detalhes)                 | Meryl Davis · Charlie White · Estados Unidos              | Tessa Virtue · Scott Moir · Canadá                        | Ekaterina Bobrova · Dmitri Soloviev · Rússia             |
| Saitama 2014 (detalhes)                | Anna Cappellini · Luca Lanotte · Itália                   | Kaitlyn Weaver · Andrew Poje · Canadá                     | Nathalie Péchalat · Fabian Bourzat · França              |
| Xangai 2015 (detalhes)                 | Gabriella Papadakis · Guillaume Cizeron · França          | Madison Chock · Evan Bates · Estados Unidos               | Kaitlyn Weaver · Andrew Poje · Canadá                    |
| Boston 2016 (detalhes)                 | Gabriella Papadakis · Guillaume Cizeron · França          | Maia Shibutani · Alex Shibutani · Estados Unidos          | Madison Chock · Evan Bates · Estados Unidos              |
| Helsinque 2017 (detalhes)              | Tessa Virtue · Scott Moir · Canadá                        | Gabriella Papadakis · Guillaume Cizeron · França          | Maia Shibutani · Alex Shibutani · Estados Unidos         |
| Milão 2018 (detalhes)                  | Gabriella Papadakis · Guillaume Cizeron · França          | Madison Hubbell · Zachary Donohue · Estados Unidos        | Kaitlyn Weaver · Andrew Poje · Canadá                    |